# Igor Matić
Igor Matić (in serbo Игор Матић?; Zemun, 22 giugno 1981) è un allenatore di calcio ed ex calciatore serbo, di ruolo attaccante, commissario tecnico della nazionale Under-16 serba.

## Carriera

### Club
Inizia la carriera nella squadra della sua città, l'FK Zemun, con cui debutta in prima squadra nella stagione 1999-2000, e dove rimane per cinque stagioni. Nel 2003 si trasferisce a Belgrado, all'OFK Belgrado, dove si mette subito in mostra, tanto da passare, nel gennaio del 2005 in Francia, al Caen, con cui però retrocede al termine della stagione 2004-2005, e con cui rimane anche in Ligue 2.
Rientrato in Serbia, gioca dapprima nell'OFK Belgrado, e dall'estate 2007 al Banat Zrenjanin.

### Nazionale
Ha partecipato, nel 2004, agli Europei Under-21, con la Serbia e Montenegro, arrivando in finale, ma perdendo contro l'Italia. Ha fatto parte della spedizione serbomontenegrina all'Olimpiade di Atene 2004.

## Palmarès

### Club

#### Competizioni nazionali
- Campionato montenegrino: 1

Mogren: 2010-2011
- Coppa di Serbia: 1

Čukarički: 2014-2015

### Individuale
- Capocannoniere della Coppa di Serbia: 1

2014-2015 (3 reti)